# Anna Búnina
Anna Búnina   (Urusovo, 7 de gener de 1774 (Julià) - Denisovka, 4 de desembre de 1829 (Julià)), nom complet amb patronímic Anna Petrovna Búnina, rus: А́нна Петро́вна Бу́нина, AFI, ˈannə pʲɪˈtrovnə ˈbunʲɪnə, ( ? i  escolteu-ne la pronunciació en rus), fou una poeta i traductora russa. Fou la primera escriptora russa que va poder guanyar-se la vida exclusivament amb la seva obra literària. És una avantpassada del guanyador del Premi Nobel de Literatura Ivan Bunin. Els seus contemporanis l'anomenaven Safo de Rússia, La Desena Musa i Corinna del Nord.

## Biografia
Anna va néixer al poble d'Urússovo a la gubèrnia de Riazan (actual Óblast de Lípetsk). La seva mare va morir en el part. Va ser criada per diversos parents, i només va rebre una educació rudimentària. Va començar a escriure a l'edat de tretze anys. Va publicar el seu primer treball el 1799.
Es va traslladar a Sant Petersburg el 1802 amb l'ajuda d'una petita herència del seu pare, on va establir la seva pròpia casa i va ampliar la seva formació mitjançant diversos tutors. Es va dedicar per complet a l'escriptura, i es mantingué amb l'ajuda dels patrons i els guanys de les vendes de les seves obres. La família imperial russa li va atorgar pensions el 1809, 1810 i 1813. Del 1807 al 1810 va formar part del cercle literari de Gavriïl Derjavin i Aleksandr Xixkov. Li van presentar Xixkov per les seves connexions familiars, i ell es va convertir en un mentor per a ella. El 1811 se li acceptà que fos sòcia honorària d'Els amants de la paraula russa, rus: Беседа любителей русского слова Besseda liubitelei rússkogo slova, probablement l'únic grup del període que va acceptar dones entre els seus membres; malgrat l'adhesió de Bunina, no se li va permetre discutir les seves obres amb el grup en persona, com sí que ho feien els membres masculins. Les seves relacions amb Xixkov i Els amants de la paraula russa eren opressives per a ella com a dona, però li foren molt útils en la promoció de la seva carrera literària.
El seu primer treball, La musa inexperta, rus: Неопытная муза Neopitnaia muza, es va publicar el 1809, seguit d'un segon volum amb el mateix títol el 1812. Va viatjar a Gran Bretanya el 1815-1817 per tractar-se d'un càncer de mama, però no va tenir èxit. Va publicar un volum titulat Obres completes el 1819. El 1820 va ser nomenada membre honorària de la Societat lliure d'amants de la literatura, la ciència i les arts, rus: Вольное общество любителей словесности, наук и художеств Vólnoie obsxestvo liúbiteley slovésnosti, nauk i khudójestv. Va deixar Sant Petersburg el 1824 a causa d'una malaltia contínua, i va viure amb parents, però va conservar la seva independència financera. Va morir a Deníssovka, gubèrnia de Riazan, el 1829, i va ser enterrada a Urússovo.
En el seu vessant de traductora, va fer una traducció abreujada de l'obra de Charles Batteux titulada Regles de la poesia, rus: Правила поэзии (1808), i la traducció en vers de la primera part de L'Art poétique de Nicolas Boileau-Despréaux (1808 - 1809, acabada el 1821).

## Recepció crítica
Va utilitzar temes i estils molt variats, i una gamma més àmplia de mètrica en les seves obres que les poetes russes anteriors. La seva obra inclou observacions originals i notables sobre les experiències de les dones, especialment quan se centra en els seus conflictes amb els homes. La seva poesia era popular en aquell moment; es va fer famosa i va ser satiritzada pels rivals dels Amants de la paraula russa, incloent la Societat Arzamàs. Les seves obres van caure en oblit en gran manera després de la seva mort, per causa dels atacs contra ella i les seves obres de la Societat Arzamàs i d'altres, fet que limità la seva influència en els poetes del futur.